# Léran
 Léran (okzitanisch Leran) ist eine französische Gemeinde mit 616 Einwohnern (Stand 1. Januar 2022) im Département Ariège in der Region Okzitanien; sie gehört zum Arrondissement Pamiers und zum Kanton Mirepoix.
Die Gemeindegemarkung umfasst einen Teil des Lac de Montbel, einen seit 1985 festig gestellten Stausee.

## Bevölkerungsentwicklung
| Jahr      | 1962 | 1968 | 1975 | 1982 | 1990 | 1999 | 2009 | 2016 |
| Einwohner | 571  | 599  | 592  | 548  | 595  | 539  | 570  | 593  |

## Sehenswürdigkeiten
- Schloss Léran (1163 bezeugt)

## Persönlichkeiten
- Charles François Henri Jean Marie de Lévis-Mirepoix (1849–1915), Marquis de Mirepoix, 4. Duque de San Fernando Luis, Bürgermeister von Léran 1889–1912, starb auf Burg Léran
- Antoine de Lévis-Mirepoix (1884–1981), dessen Sohn, 5. Duque de San Fernando Luis, Bürgermeister 1912–1928, Schriftsteller, 1953 Mitglied der Académie française, geboren auf Burg Léran
- Claude Silve (geborene Philomène de Lévis-Mirepoix, 1887–1978), dessen Schwester, Schriftstellerin, geboren in Léran